# Gosibius saccharogeus
Gosibius saccharogeus är en mångfotingart som beskrevs av Chamberlin 1941. Gosibius saccharogeus ingår i släktet Gosibius och familjen stenkrypare. Inga underarter finns listade i Catalogue of Life.